# 钱道西
钱道西（Chandausi），是印度北方邦Moradabad县的一个城镇。总人口103757（2001年）。

## 人口
该地2001年总人口103757人，其中男性55167人，女性48590人；0—6岁人口15475人，其中男8177人，女7298人；识字率58.15%，其中男性为62.47%，女性为53.24%。